# 明日天気にしておくれ
『明日天気にしておくれ』（あしたてんきにしておくれ）は、藤井フミヤの20枚目のシングル。2001年7月18日にソニー・ミュージックアソシエイテッドレコーズよりリリースされた。

## 概要
東宝配給アニメ映画『劇場版ポケットモンスター セレビィ 時を超えた遭遇』エンディングテーマ。日本のアニメソングに起用された藤井の曲は本作が初。

## 収録曲
1. 明日天気にしておくれ(4:38)
  - 作詞：藤井フミヤ　作曲：たなかひろかず　編曲：富田泰弘
2. 明日天気にしておくれ(オリジナルカラオケ)